# عادل علي بن علي
عادل علي بن علي واسمه الكامل عادل علي بن علي المسلماني، أحد أشهر رجال الأعمال في دولة قطر واسم بارز في مجال التجارة والأعمال، وعضو شرفي لنادي الهلال السعودي 

## نشاطه المهني
عادل علي بن علي هو رئيس مجلس إدارة مجموعة شركات علي بن علي وهي المجموعة التي تحت مظلتها ينضوي عدد من المؤسسات الرائدة والعاملة في القطاعات الإنتاجية والخدماتية والتسويقية. ومن أبرز هذه المؤسسات «مؤسسة علي بن علي للساعات والمجوهرات» وهي تُعتبر في طليعة وكلاء وموزّعي أعرق وأشهر الأسماء العالمية، ومنها على سبيل المثال شركة ريتشارد ميل Richard Mille [الإنجليزية]
 السويسرية 

## نشاطه الاجتماعي
عادل علي بن علي هو عضو شرفي لِـ نادي الهلال السعودي أحد أندية كرة القدم في السعودية.

## نشاطه الثقافي
عادل علي بن علي هو رئيس فخري لِـ الجمعية القطرية للفنون التشكيلية، وهي المؤسسة التي تنظم برعاية عادل علي بن علي، معرضا سنويا لعشرات الفنانين التشكيليين يقام في المؤسسة العامة للحي الثقافي (كتارا)
ويعتبر عادل علي بن علي كأحد كبار الداعمين للنشاط الإبداعي الأدبي والموسيقي القطري وأيضا على المستوى العربي حيث تربطه علاقات وطيدة مع شعراء وفناني عرب مثل الشاعر السعودي محمد الرطيان ومع مغنين مثل المغني اللبناني راغب علامة والمغنية الإماراتية أحلام الشامسي ومع ممثلين مثل الممثلة المصرية يسرا..

## وصلات خارجية
- حوار خاص مع عادل علي بن علي أجراه موقع خدمة قطر للإعلام والتسويق[وصلة مكسورة]
- بوابة الشرق الألكترونية
- موقع ELLE العربية
- صحيفة العرب القطرية
- موقع أضواء